# Gorgonia z Nazjanzu
Gorgonia, siostra Grzegorza z Nazjanzu, cs. Prawiednaja Gorgonija (zm. ok. 370-372) – święta Kościoła katolickiego i prawosławnego.
Była córką pobożnej Nonny i Grzegorza Starszego, biskupa Nazjanzu, oraz siostrą Grzegorza Teologa i Cezarego, lekarza. Jej mąż, Alypios, pochodził prawdopodobnie z Iconium w Galacji (dzis. Konya w Turcji). Tam też mieli razem zamieszkać. Mieli trzy córki: Alypianę, Eugenię i Nonnę. Krótko przed śmiercią oboje małżonkowie przyjęli chrzest.
Św. Grzegorz Teolog poświęcił Gorgonii pośmiertnie obszerną Mowę pochwalną, podkreślając, że jej pobożnością był Kościół. U wezgłowia umierającej była matka Nonna, mąż, córki i duchowny, prawdopodobnie miejscowy biskup.
Cała rodzina została otoczona kultem świętych.
Wspomnienie liturgiczne św. Gorgonii  obchodzone jest w Kościele katolickim 9 grudnia za Baroniuszem (niegdyś 23 lutego).
Cerkiew prawosławna wspomina sprawiedliwą Gorgonię 23 lutego/8 marca (lub 7 marca w roku przestępnym), tj. 8 marca według kalendarza gregoriańskiego.